# Chytranthus strigosus
Chytranthus strigosus là một loài thực vật có hoa trong họ Bồ hòn. Loài này được Radlk. ex Engl. mô tả khoa học đầu tiên năm 1921.